# Birine
Birine (în arabă بيرين) este o comună din provincia Djelfa, Algeria.
Populația comunei este de 30.913 locuitori (2008).